# 赞恩·格罗思
赞恩·格罗思（英語：Zane Grothe，1992年4月22日—），美国女子游泳运动员，2016年世界短池游泳锦标赛男子4×200米自由泳接力金牌得主、2017年世界游泳锦标赛男子4×200米自由泳接力铜牌得主。